# معماری نئوکلاسیک

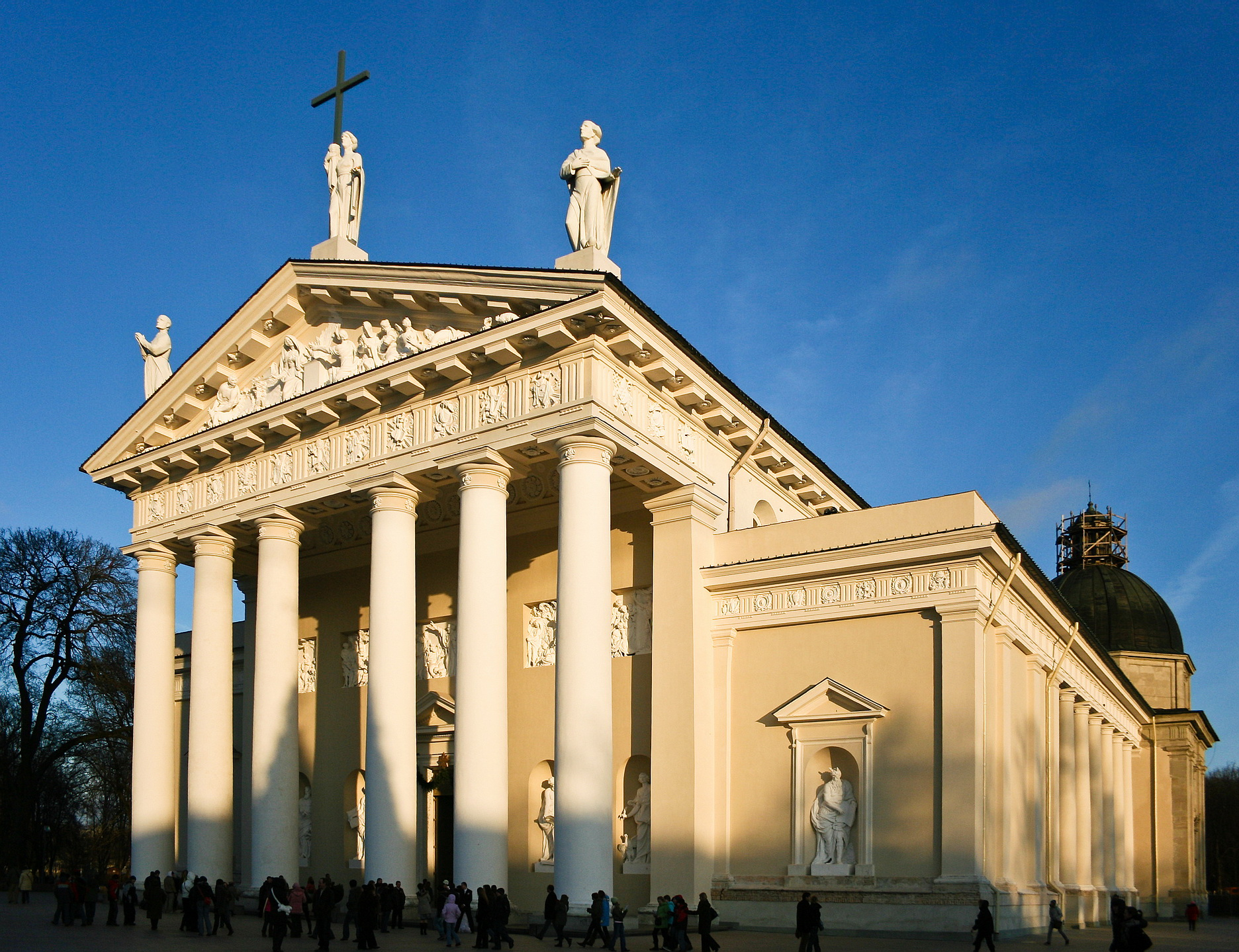
کلیسا سنت کازیمیر

معماری نئوکلاسیک حدوداً از نیمه دوم قرن هجدهم تا نیمه دوم قرن نوزدهم میلادی در اروپا رواج داشت. در سبک معماری نوکلاسیسیسم (Neoclassical) در خالص‌ترین شکل از عصر کلاسیک، اصول ویتروویوس و معمار ایتالیایی آندرا پالادیو الهام گرفته شده‌است. در معماری نئوکلاسیک تأثیر بر دیوار است و برای هر کدام از قسمت‌های مختلف شخصیت جداگانه‌ای در نظر می‌گیرد. این سبک هم در جزئیاتش به عنوان واکنشی در برابر تزئینات سبک روکوکو و هم در فرمول معماری‌اش به عنوان نتیجه سنتی‌سازی ویژگی‌های باروک پسین تجلی می‌یابد. امروزه معماری نئوکلاسیک در بناهای معاصر به عنوان معماری کلاسیک جدید شناخته می‌شود.
اولین سبک معماری غربی در زمان سلطنت ناصرالدین شاه، به سبب سفرهای مکرر وی به فرنگ، در نیمه دوم قرن نوزدهم میلادی به عنوان نمادی از تجددگرایی وارد ایران شد و معماری ایران را تحت تأثیر خود قرار داد.

## تاریخچه
جنبشی که از نظر تاریخی به عنوان نئوکلاسیسیسم تعریف می‌شود مختص یک دوره تاریخی است. معماری کلاسیک، سنتی قدیمی که امروزه نیز ادامه دارد، از این تلاش محدود برای مطالعه «علمی» یونان و روم متمایز است. معماری نئوکلاسیک وجود دارد، سبک و لحظه ای خاص در اواخر قرن ۱۸ و اوایل قرن ۱۹ که به‌طور خاص با روشنگری، تجربه گرایی و مطالعه مکان‌ها توسط باستان شناسان اولیه همراه بود. معماری کلاسیک پس از حدود سال ۱۸۴۰ باید به عنوان یکی از سری سبک‌های «احیا» مانند یونانی، رنسانس یا ایتالیایی طبقه‌بندی شود. مورخان قرن نوزدهم این موضوع را از دهه ۱۹۷۰ به روشنی بیان کرده‌اند. باید دید که معماری کلاسیک در طول قرن بیستم چیزی فراتر از یک تجدید حیات است، اما در عوض بازگشت به سبکی است که تصور می‌شود با ظهور مدرنیسم ناپدید شده‌است، اما واقعاً مثل همیشه حیاتی است.

### پالادیانیسم
بازگشت به فرم‌های معماری کلاسیک به عنوان واکنش به سبک روکوکو را می‌توان در برخی از معماری‌های اروپایی اوایل قرن هجدهم، که به وضوح در معماری پالادیان گرجستان بریتانیا و ایرلند نشان داده شده‌است، تشخیص داد. این نام به طراحی‌های معمار ونیزی قرن شانزدهم آندره پالادیو اشاره دارد. سبک باروک هرگز مطابق سلیقه انگلیسی نبوده‌است. چهار کتاب تأثیرگذار در سه‌ماهه اول قرن هجدهم منتشر شد که سادگی و خلوص معماری کلاسیک را برجسته می‌کند: Vitruvius Britannicus توسط Colen Campbell (1715)، Palladio's I quattro libri dell'architettura (چهار کتاب معماری، ۱۷۱۵)، De re aedificatoria توسط لئون باتیستا آلبرتی (۱۷۲۶) و طرح‌های اینیگو جونز … با برخی از طرح‌های اضافی (۱۷۲۷). مشهورترین آن Vitruvius Britannicus چهار جلدی از کولن کمبل بود. این کتاب حاوی چاپ‌های معماری از بناهای معروف انگلیس بود که از معماران بزرگ از ویتروویوس گرفته تا پالادیو الهام گرفته شده بود. در ابتدا این کتاب عمدتاً شامل آثار اینیگو جونز بود، اما در جلدهای بعدی حاوی نقشه‌ها و نقشه‌هایی از کمپبل و دیگر معماران قرن ۱۸ بود. معماری پالادیان در انگلیس در قرن هجدهم کاملاً تثبیت شد. در خط مقدم مکتب جدید طراحی "ارل معمار" اشرافی، ریچارد بویل، سومین ارل از برلینگتون بود. در سال ۱۷۲۹، وی و ویلیام کنت ، خانه Chiswick را طراحی کردند. این خانه برداشتی دوباره از ویلا کاپرا پالادیو "La Rotonda" بود، اما از عناصر و تزئینات قرن شانزدهم تمیز شد. این کمبود شدید تزئینات از ویژگیهای Palladianism بود. در سال ۱۷۳۴، ویلیام کنت و لرد برلینگتون با تالار هولکام در نورفولک یکی از بهترین نمونه‌های معماری پالادیان در انگلیس را طراحی کردند. بلوک اصلی این خانه دستورات پالادیو را کاملاً دقیق دنبال می‌کرد، اما از نظر اهمیت، بالهای پالادیو که اغلب جدا و منفصل بودند، ارتقا می‌یافتند. همچنین این رگ کلاسیک در معماری متاخر باروک در پاریس، مانند ستون لوور، به میزان کمتری قابل تشخیص بود. این جابجایی حتی در رم در نمای طراحی شده برای Archbasilica از سنت جان لاتران قابل مشاهده بود.

### نئوکلاسیسیسم
در اواسط قرن هجدهم، جنبش گسترش یافت تا دامنه وسیعی از تأثیرات کلاسیک را شامل شود، از جمله تأثیرات یونان باستان. مرکز اولیه نئوکلاسیسیسم ایتالیا، به ویژه ناپل، بود. جایی که در دهه ۱۷۳۰ معماران دربار مانند لوئیجی وانویتلی و فردیناندو فوگا در حال بازیابی فرم‌های کلاسیک، پالادیان و منیریست در معماری باروک خود بودند. به دنبال هدایت آنها، جیووانی آنتونیو مدرانو شروع به ساخت اولین سازه‌های واقعاً نئوکلاسیک در ایتالیا در دهه ۱۷۳۰ کرد. در همان دوره، الساندرو پمپی نئوکلاسیسیسم را به جمهوری ونیز وارد کرد و یکی از اولین لاپیداریوم‌های اروپا را در ورونا، به سبک دوریک (۱۷۳۸) ساخت. در همان دوره، عناصر نئوکلاسیک توسط معمار Jean Nicolas Jadot de Ville-Issey، معمار دربار فرانسیس استفان لورین، به توسکانی وارد شدند. با هدایت جادوت، یک سبک نئوکلاسیک بدیع توسط گاسپار پائولتی توسعه یافت و فلورانس را به مهمترین مرکز نئوکلاسیسیسم در شبه جزیره تبدیل کرد. در نیمه دوم قرن، نئوکلاسیسیسم در تورین، میلان (جوزپه پیرمارینی) و تریسته (ماتئو پرتش) نیز شکوفا شد. در دو شهر اخیر، درست مانند توسکانی، سبک نئوکلاسیک هوشیار با اصلاح طلبی سلطنت‌های روشنفکر حاکم هابسبورگ مرتبط بود. تغییر به سمت معماری نئوکلاسیک به‌طور متعارف مربوط به دهه ۱۷۵۰ است. ابتدا در انگلستان و فرانسه نفوذ یافت. در انگلستان، کاوش‌های سر ویلیام همیلتون در پمپئی و مکانهای دیگر، تأثیر تور بزرگ و کارهای ویلیام چمبرز و رابرت آدام، از این نظر محوری بود. در فرانسه این جنبش توسط نسلی از دانشجویان هنر فرانسوی که در روم آموزش دیده بودند، پیش رفت و تحت تأثیر نوشته‌های یوهان یواخیم وینکلمن قرار گرفت. این سبک همچنین توسط محافل مترقی سایر کشورها مانند سوئد و روسیه پذیرفته شد. نمونه ای از معماری نئوکلاسیک بین‌المللی در ساختمانهای کارل فردریش شینکل، به ویژه موزه آلتس در برلین، بانک سر جان سوان انگلیس در لندن و کاخ سفید و پایتخت تازه ساخته شده در واشینگتن دی سی جمهوری نوپای آمریکایی مثال زد. سبک بین‌المللی بود. کلیسای بالتیمور که توسط بنجامین هنری لاتروب در سال ۱۸۰۶ طراحی شد، یکی از بهترین نمونه‌های معماری نئوکلاسیک در جهان به حساب می‌آید. موج دوم نئوکلاسیک شدیدتر، با مطالعه بیشتر و آگاهانه تر باستان‌شناسی، با اوج امپراتوری اول فرانسه همراه است. در فرانسه مرحله اول نئوکلاسیسیسم به سبک لوئی شانزدهم و مرحله دوم در سبک‌هایی به نام Directoire و Empire بیان شد. طرفداران اصلی آن پرسیه و فونتین بودند، معماران دربار که در زمینه دکوراسیون داخلی تخصص داشتند. در هنرهای تزئینی نئوکلاسیسیسم در مبلمان فرانسوی به سبک امپراتوری مثال زدنی است. مبلمان انگلیسی چیپندیل، جورج هپل وایت و رابرت آدام، نقش برجسته‌های ودگود و گلدان‌های «بازالت سیاه» و مبلمان بیدرمایر اتریش. معمار اسکاتلندی چارلز کامرون فضای داخلی عالی ایتالیایی را برای کاترین دوم بزرگ متولد آلمان در سن پترزبورگ ایجاد کرد.

## نگارخانه

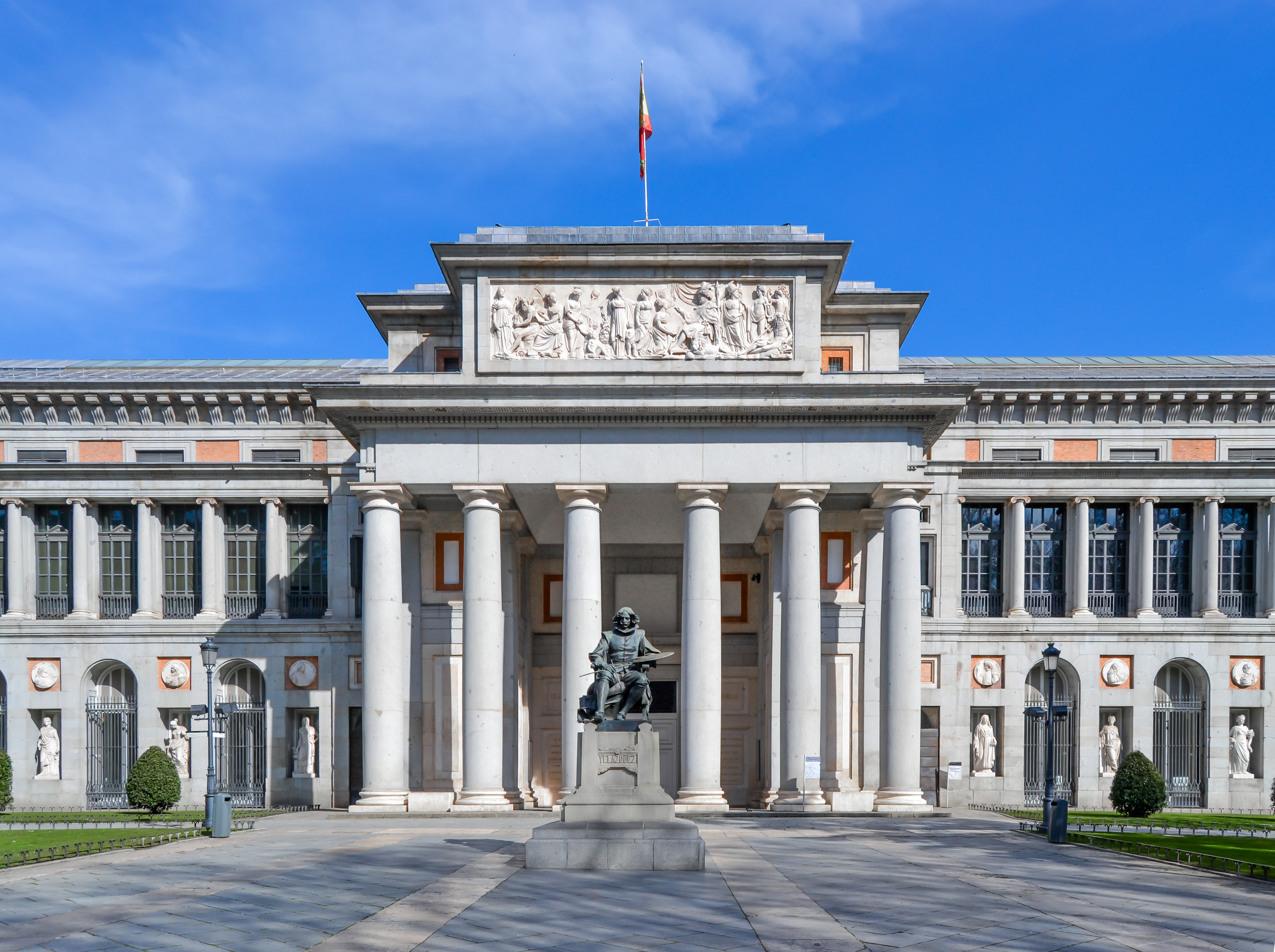
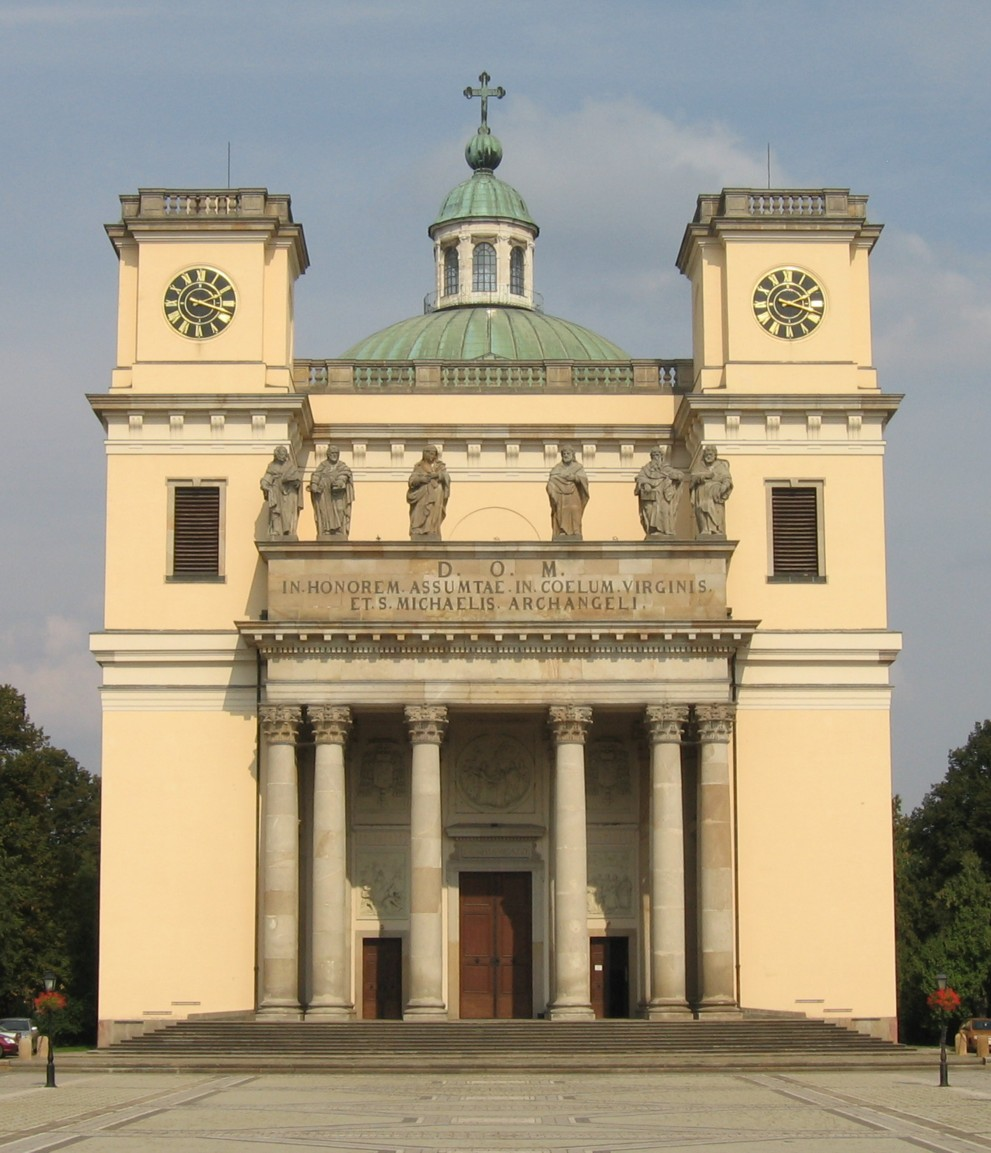
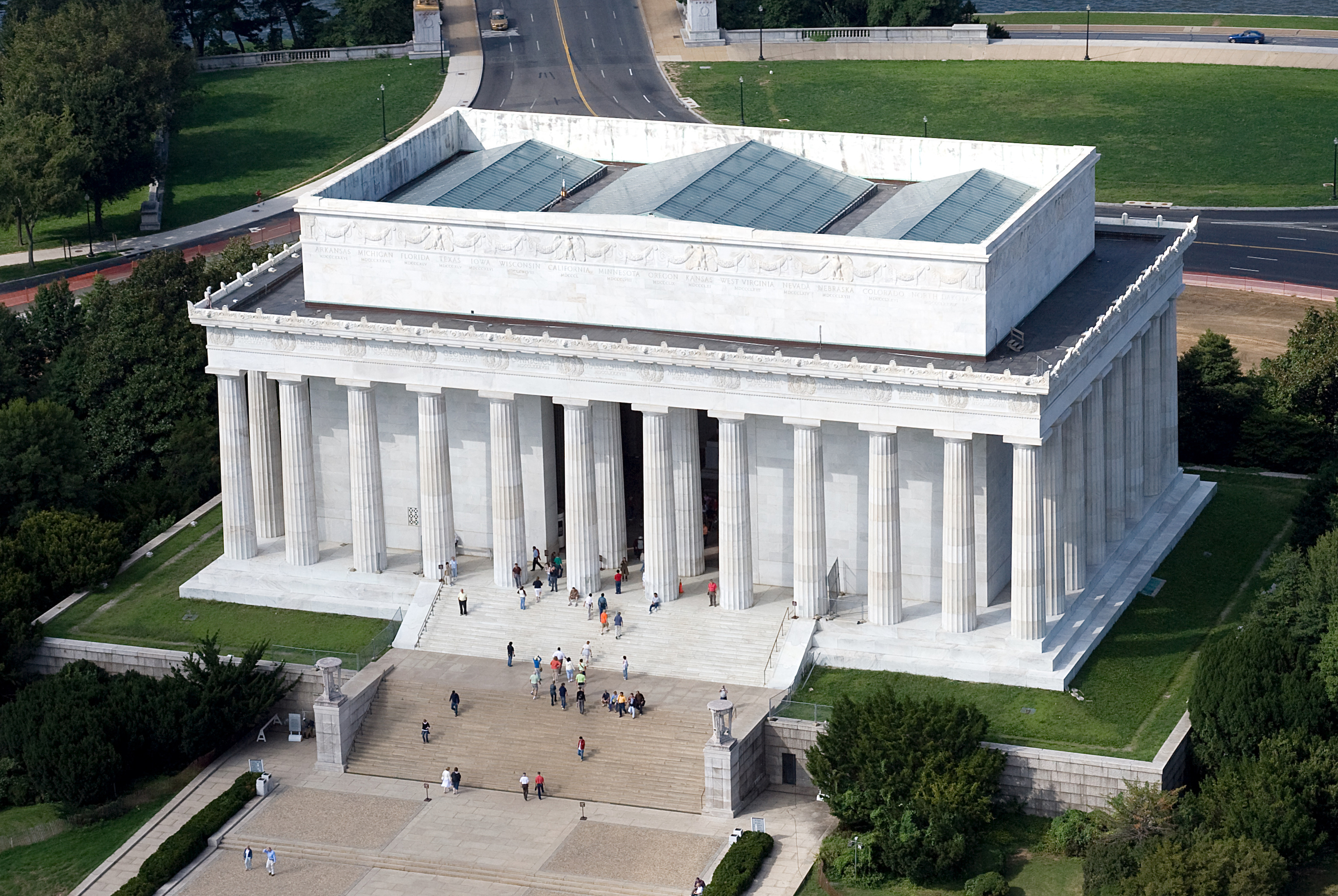
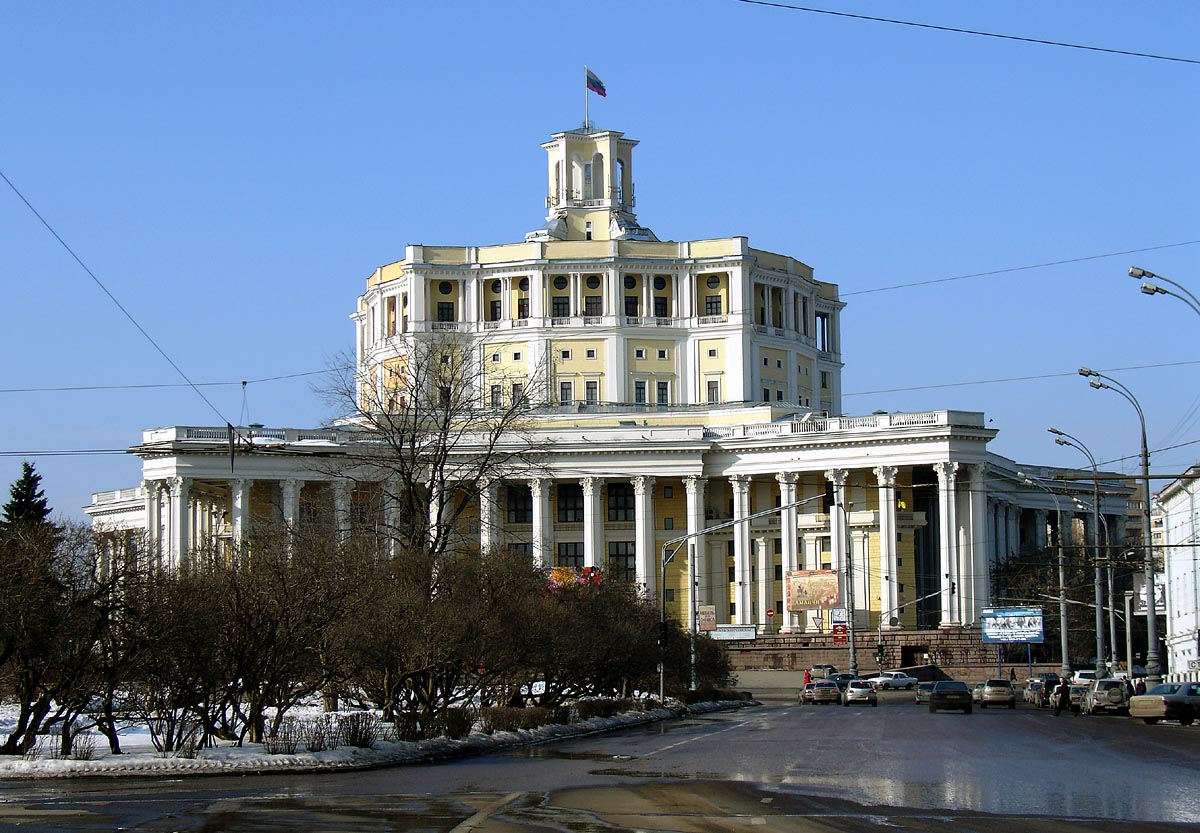
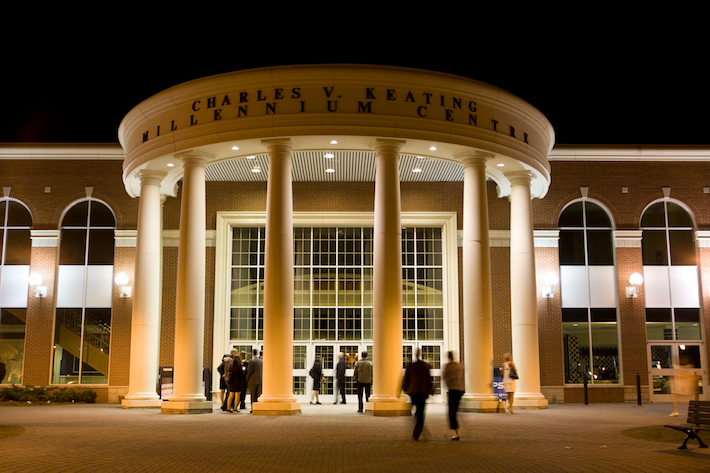
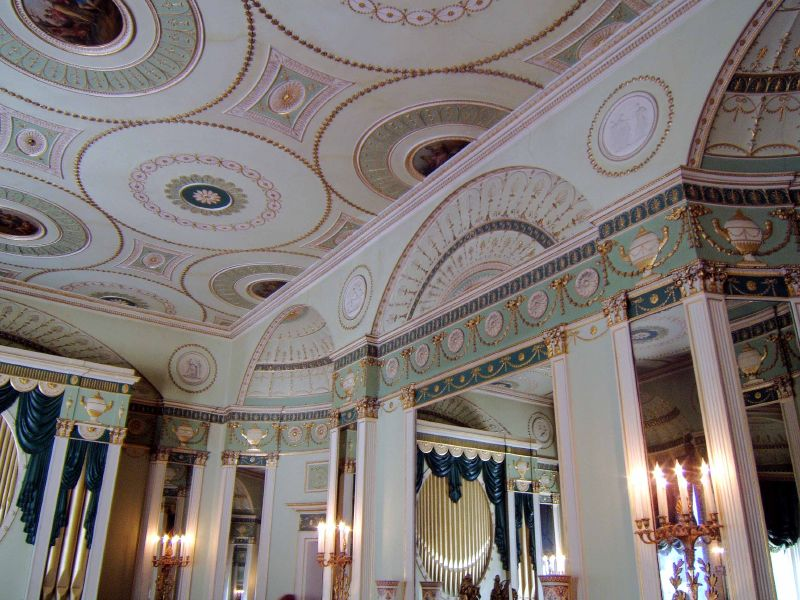